# Dideroteffekten
Dideroteffekten (engelska: Diderot effect) är ett socialt fenomen som beskriver hur konsumtionsvaror bildar kulturellt bestämda, sammanhållna enheter. Begreppet myntades av antropologen och konsumtionsforskaren Grant McCracken 1988[källa behövs] och är uppkallat efter den franska upplysningsfilosofen Denis Diderot (1713–1784) som var först med att beskriva fenomenet i en essä.
Dideroteffekten uppstår i samspel mellan konsumenter och föremål som är komplementära och som ingår i s.k. diderotenheter. En diderotenhet är en grupp föremål som anses kulturellt komplementära i relation till varandra. Det kan röra sig om kläder, möbler, bilar, med mera. McCracken har beskrivit att en konsument är mindre benägen att avvika från en viss diderotenhet för att sträva efter en enhetlig representation av sin sociala roll. Men om konsumenten anammar ett föremål som avviker från den föredragna diderotenheten kan det även leda till att konsumenten börjar ty sig till en ny diderotenhet som stämmer bättre överens med det avvikande föremålet.
Effekten beskrevs för första gången i Denis Diderots essä Regrets sur ma vieille robe de chambre (ungefär ”Beklagande över att skiljas från min gamla morgonrock”). I denna berättas hur han får en vacker röd morgonrock av en vän. Det nya, eleganta plagget står dock i bjärt kontrast till Diderots överbelamrade, smått kaotiska men ändå hemtrevliga arbetsrum. Författaren beskriver hur han gradvis börjar ersätta mer och mer av rummet för att det ska gå ihop med den nya morgonrocken. Till slut har Diderot bytt ut all inredning, från skrivbordet till tapeter, för att det ska gå ihop med den nya morgonrocken.